# Tucheng (socken i Kina, Sichuan)
Tucheng (kinesiska: 土城乡, 土城) är en socken i Kina. Den ligger i provinsen Sichuan, i den sydvästra delen av landet, omkring 360 kilometer sydost om provinshuvudstaden Chengdu. Antalet invånare är 23 344. Befolkningen består av 11 807 kvinnor och 11 537 män. Barn under 15 år utgör 31 %, vuxna 15-64 år 60 %, och äldre över 65 år 7,0 %.
Genomsnittlig årsnederbörd är 1 190 millimeter. Den regnigaste månaden är maj, med i genomsnitt 204 mm nederbörd, och den torraste är januari, med 20 mm nederbörd.